# 谢木兰
谢木兰（1956年—），江西余干人，汉族，中华人民共和国政治人物、第十一届全国人民代表大会江西地区代表。

## 生平
担任江西省余干县瑞洪镇镇郊村党支部书记，担任余干县瑞洪3000亩特种水产养殖基地党支部书记。2009年5月，牵头成立了“余干县通海渔业养殖专业合作社”，带领当地养殖户走规范化养殖合作之路。2008年起担任全国人大代表。2010年，被评为全国劳动模范。